# Ercole Turinetti de Prié
Ercole Giuseppe Lodovico Turinetti marchese di Prié (* 27. November 1658 in Turin, Herzogtum Savoyen; † 12. Januar 1726 in Wien) war ein habsburgischer Diplomat und 1716–1726 stellvertretender Statthalter der Österreichischen Niederlande.

## Leben
Prié entstammte dem savoyardischen Adel. Sein Vater war Giorgio de Prié, der zum Grafen (Marchese) erhoben wurde. Seine Mutter war Maria Violante Valperga di Rivera. Sein Bruder war der 1710 in China verstorbene Kardinal Charles Thomas Maillard de Tournon.
Verheiratet war er ab 1684 mit Diana Saluzzo dei Marchesi di Cardè, Tochter von Giacinto Amedeo Marchese von Garessio, Vertreterin eines Aleramiden-Zweiges, der im 14. Jahrhundert von den Markgrafen von Saluzzo abzweigte. Die gemeinsame Tochter Charlotte Maria Theresia Turinetti heiratete am 28. November 1711 in Rom Joseph Gobert von Aspremont-Lynden (1694–1720), Sohn des Grafen Ferdinand Gobert von Aspremont-Lynden, kaiserlichen Generals und Feldmarschalls.
Prié wurde zunächst Gesandter seines Landes beim römisch-deutschen Kaiser Leopold I. und vermittelte 1704 ein Bündnis der Habsburger mit Viktor Amadeus II. Nachdem er in kaiserliche Dienste getreten war, wurde er Kommissär für die Verpflegung der Truppen in Italien und verhandelte mit Papst Klemens XI., um begonnene Kampfhandlungen mit dem Kirchenstaat im Comacchiokrieg durch ein kaiserliches Ultimatum zu beenden. Sein Landsmann Prinz Eugen von Savoyen verdankte 1694 Priés Drängen ein erstes Oberkommando für die kaiserliche Armee in Italien. Nachdem Eugen zum Statthalter der neuen Österreichischen Niederlande ernannt worden war, benötigte er einen Stellvertreter, der vor Ort seine Aufgaben übernehmen konnte. Eugen konnte vor allem auf Grund des wieder aufbrechenden Türkenkrieges nicht selbst in die weit entfernten südlichen Niederlande reisen. So wurde Prié der eigentliche Herr der habsburgischen Besitzungen im heutigen Belgien.
Die wichtigste Aufgabe für den Statthalter war die Revision des Barrieretraktates mit den Vereinigten Provinzen. Für diese Aufgabe war der erfahrene Diplomat und enge Vertrauensmann Eugens sehr geeignet. Auch wenn er sich fügen musste, setzte er eigene politische Akzente. So war Prié gegen die vom Kaiser gewünschte Gründung der Ostender Kompanie, die letztlich an den Seemächten scheitern musste.
Der französischsprachige Italiener wurde weder vom regionalen noch vom österreichischen bzw. spanischen Adel in Wien wirklich akzeptiert. Prié befand sich in ständiger Auseinandersetzung mit den regionalen Ständen. Zu den großen Gegenspielern wurde zunächst Jean-Philippe-Eugène de Merode-Westerloo, gestürzt wurde Prié durch Claude Alexandre de Bonneval. 1724 traf der enge Vertraute in der Hauptstadt Brüssel ein, „wo er Adel und Bürger im Hass gegen den «piemontesischen Tyrannen» einig“ fand. Bonneval begann sogleich eine politische Kampagne gegen Prié und erhob auch Klage beim Wiener Hofkanzler Philipp Ludwig Wenzel von Sinzendorf. Bonneval konnte sich in den südlichen Niederlanden allgemeiner Unterstützung, auch in weiten Teilen des Militärs, gegen Prié sicher sein. Noch im selben Jahr musste Eugen seinen Schützling fallen lassen und bat selbst Kaiser Karl um seine Entlassung aus dem Generalgouvernement, dem im November 1724 stattgegeben wurde.
Die belgische Geschichtsschreibung beschreibt Prié als äußerst korrupt. Dem gegenüber steht, dass Prié bei seinem Tod sehr große Schulden hinterließ.
Nur wenige Jahre nach seiner Entlassung starb Prié in Wien.